# Carmen Miranda: Bananas Is My Business
Carmen Miranda: Bananas Is My Business é um docudrama lançado em 1995, dirigido por Helena Solberg. O documentário retrata a vida e carreira de Carmen Miranda, uma figura central do imaginário latino-americano em Hollywood na década de 1940. A narrativa segue sua trajetória desde suas origens no Brasil, passando por seu sucesso como cantora e atriz, até sua carreira nos Estados Unidos, onde estreou na Broadway, em Nova York, e depois atuou em filmes de grande sucesso após assinar contrato com a 20th Century Fox, em Los Angeles. O filme também aborda os últimos anos de sua vida e seu retorno ao Brasil antes de sua morte.
O documentário inclui entrevistas com pessoas próximas a ela, como sua irmã Aurora Miranda, seu primeiro namorado Mário Cunha, o violinista Laurindo Almeida, o compositor de samba Synval Silva, e os atores Cesar Romero e Alice Faye.

## Sinopse
Carmen Miranda: Bananas is My Business narra a trajetória da artista brasileira que alcançou reconhecimento internacional. Nascida em Portugal e criada no Brasil, Carmen Miranda já era uma figura famosa na América do Sul quando, em 1939, foi descoberta por Lee Shubert, que a levou para os Estados Unidos. Lá, ela ficou conhecida como a "Brazilian Bombshell" e se destacou como a brasileira mais famosa a atuar em Hollywood. Nos Estados Unidos, no entanto, Carmen foi frequentemente retratada de forma caricatural, com sua imagem associada ao uso de uma pilha de bananas e outras frutas na cabeça. O filme busca apresentar uma visão mais profunda da artista, destacando sua identidade e contribuição cultural.

### Estrelato no Brasil
Carmen Miranda é retratada logo na primeira cena do documentário Carmen Miranda: Bananas is My Business, com uma sequência onírica narrada pela diretora Helena Solberg. A cena mostra Carmen saindo de seu museu no Rio de Janeiro, seguida por imagens do cortejo fúnebre que ilustram a tristeza de seus fãs brasileiros. O filme inclui entrevistas com pessoas próximas à artista, como sua irmã, Aurora Miranda.
A emigração da família Miranda para o Brasil já estava planejada, mas, devido à gravidez da mãe de Carmen, sua viagem foi adiada. Após o nascimento de Carmen, seu pai, José Maria, mudou-se para o Rio de Janeiro, onde se estabeleceu. Dois meses depois, enviou dinheiro para que sua família se juntasse a ele. Carmen chegou ao Rio de Janeiro com sua mãe e irmã mais velha, Olinda, em 17 de dezembro de 1909, quando tinha dez meses de idade.
Na adolescência, para ajudar no orçamento familiar, Carmen começou a trabalhar como aprendiz de chapeleira na loja Maison La Femme Chic, no centro do Rio. Foi nesse período que ela desenvolveu seu interesse pela música, influenciada pelo samba, que teria um papel importante em sua carreira.
Carmen utilizou o samba como forma de expressão artística e começou a se apresentar em programas de rádio, uma mídia que, na época, era predominantemente masculina e não muito bem vista pela sociedade. Ela manteve relações com importantes compositores da época, como Synval Silva e Laurindo Almeida, até se mudar para os Estados Unidos.
Essa oportunidade surgiu em fevereiro de 1939, quando Lee Shubert, um importante empresário do show business, assistiu a uma de suas apresentações no Cassino da Urca e a contratou para o espetáculo The Streets of Paris, que estrearia na Broadway. Carmen exigiu que o grupo musical Bando da Lua a acompanhasse. Eles partiram do Brasil a bordo do navio SS Uruguay em 4 de maio de 1939 e chegaram a Nova York em 17 de maio. Esse evento foi o ponto de virada na carreira de Carmen Miranda, que se tornaria conhecida como a "Brazilian Bombshell".

### Carreira nos Estados Unidos e a luta pela sua identidade
À medida que Carmen Miranda se tornava popular nos Estados Unidos, notícias sobre seu sucesso chegavam ao Brasil por meio de agências telegráficas. No entanto, muitos brasileiros permaneciam céticos em relação à sua aceitação em Nova York. Carmen enfrentou o desafio de provar sua identidade como brasileira, enquanto tentava manter o interesse do público norte-americano. Sua apropriação do estilo "baiana" gerou críticas dentro do Brasil, especialmente entre setores da elite, que viam essa representação como uma ameaça à identidade nacional, associada a um estereótipo que não representava a totalidade da cultura brasileira.
Em julho de 1940, Carmen retornou ao Rio de Janeiro e, no dia 15 daquele mês, apresentou-se no Cassino da Urca diante de uma plateia fria e indiferente. Naquele momento, o Brasil vivia o Estado Novo, período em que havia incerteza sobre a aliança com os países do Eixo ou os Aliados, e Carmen foi criticada por estar "americanizada".
Parte da imprensa e da elite brasileira atacavam sua imagem, considerando-a uma "vergonha" e uma "afronta" à herança cultural do país. O documentário de Helena Solberg sugere que a imagem de Carmen também foi utilizada pelo governo dos Estados Unidos como parte da Política de Boa Vizinhança durante a Segunda Guerra Mundial, que visava fortalecer relações com a América Latina, cuja contribuição de recursos naturais era vital para o esforço de guerra. Isso intensificou as críticas a Carmen no Brasil, embora seu estilo exótico e colorido continuasse a cativar o público norte-americano.
Estereotipada como um ícone cômico, sensual e superficial, Carmen Miranda foi afetada pelo fato de que seu sucesso vinha acompanhado da percepção de que ela era vista como uma mercadoria consumível para o público dos EUA. No documentário, Solberg inclui uma entrevista com a atriz porto-riquenha Rita Moreno, que critica os estereótipos de mulheres latino-americanas em Hollywood, descritas como "sempre deixadas de lado pelo homem, vivazes e fogosas, em um exagero de características."
As opiniões sobre Carmen variam: Cesar Romero afirma que "o problema foi que ela nunca mudou, e sua novidade começou a cansar". Por outro lado, Alice Faye e outros apontam que Carmen não tinha controle sobre sua imagem nos filmes. Faye comenta: "Você podia argumentar [com o estúdio], mas, depois, seria suspensa".

### A morte e as consequências
A parte final do documentário narra os eventos que antecederam a morte de Carmen Miranda. Helena Solberg inclui entrevistas com amigos e empregados próximos à cantora, sugerindo que seu casamento conturbado com o produtor de cinema David Sebastian, juntamente com seu intenso ritmo de trabalho, contribuíram para seu desgaste físico e emocional, culminando em uma profunda depressão. Por recomendação médica, Carmen tirou uma licença do trabalho e voltou ao Brasil em 1954 para um período de descanso.
Após retornar a Los Angeles, Carmen foi convidada a se apresentar no programa de variedades de Jimmy Durante na NBC, em 4 de agosto de 1955. Durante sua apresentação, Carmen caiu brevemente de joelhos e, amparada pelo comediante, colocou a mão no peito, sorrindo e mencionando que estava sem fôlego. Mesmo visivelmente exausta, ela completou o número até o final. Este foi o último registro de Carmen em vida. Na madrugada do dia 5 de agosto de 1955, ela faleceu em sua casa em Beverly Hills, vítima de um ataque cardíaco.
O documentário também mostra a missa realizada na Igreja do Bom Pastor em Los Angeles e o traslado do corpo de Carmen para o Rio de Janeiro, em cumprimento de seus últimos desejos. Ao chegar ao Brasil, o governo declarou luto nacional, e mais de 60 mil pessoas participaram da cerimônia na Câmara Municipal do Rio de Janeiro. O cortejo fúnebre, que seguiu até o Cemitério de São João Batista, foi acompanhado por mais de meio milhão de brasileiros.

## Elenco
- Alice Faye ... Ela mesma
- Aloísio de Oliveira ... Ele mesmo
- Aurora Miranda ...Ela mesma
- Athos Gontijo ... Voz
- Carmen Miranda ... Ela mesma (arquivo de filmes)
- Caribé da Rocha ... Ele mesmo
- Cássio Barsante ... Ele mesmo
- Cesar Romero ... Ele mesmo
- Cesar Valentin ... Voz
- Cynthia Adler ... Hedda Hopper
- David Weir ... Voz
- Eric Barreto ... Carmen Miranda (Hollywood)
- Estela Romero ... Ela mesma
- Helena Solberg ... Ela mesma (narração)
- Ivan Jack ... Ele mesmo
- Jeanne Allan ... Ela mesma
- Jorge Guinle ... Ele mesmo
- Laurindo Almeida ... Ele mesmo
- Letícia Monte ... Carmen Miranda (jovem)
- Mario Cunha ... Ele mesmo
- Roger Baker ... Voz
- Raul Smandek ... Ele mesmo
- Rita Moreno ... Ela mesma
- Synval Silva ... Ele mesmo
- Tania Cypriano ... Voz
- Ted Allan ... Ele mesmo

## Desenvolvimento

### Produção
"Acredito que a visão em relação à figura de Carmen está mudando, as pessoas estão vendo com mais clareza o impacto que ela causou tanto na nossa cultura como na dos Estados Unidos. O legado dela está sendo mais valorizado, na época havia uma elite que não queria ver a imagem do país associada a Carmen e às músicas que cantava. Mas ela continua sendo um ícone tão forte que jamais envelheceu e segue despertando o interesse de diferentes gerações"

Helena Solberg sobre Carmen Miranda.
David Mayer trabalhou junto a Helena Solberg até o fim da edição do documentário. O diretor de fotografia, o polonês Tomasz Magierski, foi constante nas filmagens, enquanto o resto da equipe mudava dependendo do país em que o documentário ia sendo filmado. O filme foi financiado pela Corporation for Public Broadcasting, pela PBS dos Estados Unidos, pelo Channel 4 do Reino Unido, pela  RTP de Portugal e pela RioFilme.
O filme custou cerca de US$ 550 mil. O que encareceu foram os direitos de imagem pagos aos grandes estúdios pelo uso dos filmes de Carmen Miranda. Helena e David realizaram uma pesquisa mundial em busca de imagens inéditas e acabaram encontrando bastante material, incluindo home movies da própria cantora, o que resultou em um custo adicional pelos direitos de uso.

### Prêmios
| Ano  | Festival                                         | Categoria               | País           | Resultado |
| ---- | ------------------------------------------------ | ----------------------- | -------------- | --------- |
| 1994 | Festival de Brasília                             | Melhor Documentário     | Brasil         | Venceu    |
| 1994 | Festival de Brasília                             | Prêmio Especial do Júri | Brasil         | Venceu    |
| 1994 | Festival de Brasília                             | Prêmio da Crítica       | Brasil         | Venceu    |
| 1995 | Festival de Havana                               | Melhor Documentário     | Cuba           | Venceu    |
| 1995 | Festival Internacional de Cinema de Chicago      | Melhor Documentário     | Estados Unidos | Venceu    |
| 1995 | Yamagata International Documentary Film Festival | Melhor Documentário     | Japão          | Indicado  |
| 1996 | Festival Internacional de Cinema do Uruguai      | Melhor Documentário     | Uruguai        | Venceu    |
| 1996 | Encontro Internacional de Cinema de Portugal     | Melhor Documentário     | Portugal       | Venceu    |

### Festivais
O filme foi convidado para 26 festivais internacionais.
| Festival                                             | País           | Ano  |
| ---------------------------------------------------- | -------------- | ---- |
| Melbourne International Film Festival                | Austrália      | 1995 |
| Locarno International Film Festival                  | Suíça          | 1995 |
| Toronto International Film Festival                  | Canadá         | 1995 |
| Yamagata International Documentary Film Festival     | Japão          | 1995 |
| BFI London Film Festival                             | Inglaterra     | 1995 |
| International Film Festival Rotterdam                | Holanda        | 1996 |
| Göteborg International Film Festival                 | Suécia         | 1996 |
| Santa Barbara International Film Festival            | Estados Unidos | 1996 |
| Rencontres de Cinema d'amérique Latine               | França         | 1996 |
| Festival international de films de femmes de Créteil | França         | 1996 |
| Hong Kong International Film Festival                | Hong Kong      | 1996 |
| Mostra Internacional de Films de Dones de Barcelona  | Espanha        | 1996 |
| Jerusalem Film Festival                              | Israel         | 1996 |
| Galway Film Fleadh                                   | Irlanda        | 1996 |
| Wellington Film Festival                             | Nova Zelândia  | 1996 |
| The London Latin American Film Festival              | Inglaterra     | 1996 |
| Helsinki Film Festival                               | Suíça          | 1996 |
| Films from the South                                 | Noruega        | 1996 |
| Festival de Cine Realizado por Mujeres               | Espanha        | 1996 |
| International Women's Film Festival Dortmund         | França         | 1999 |
| Flying Broom International Women's Film Festival     | Turquia        | 2000 |
| É Tudo Verdade                                       | Brasil         | 2014 |
| Curtas e Docs                                        | Brasil         | 2014 |

### Trilha sonora
As músicas apresentadas no filme, em ordem alfabética, são:
| Canção                              | Artista(s)                    | Nota(s)                                                   |
| ----------------------------------- | ----------------------------- | --------------------------------------------------------- |
| "Adeus Batucada"                    | Synval Silva                  | Durante o encerramento dos créditos                       |
| "Aquarela do Brasil"                | Carmen Miranda                | Do filme Entre a Loura e a Morena (1943).                 |
| "Ao Voltar da Batucada"             | Synval Silva                  |                                                           |
| "A Week-End in Havana"              | Carmen Miranda                | Do filme Aconteceu em Havana (1941).                      |
| "Boneca de Pixe"                    | Carmen Miranda                |                                                           |
| "Cai, Cai"                          | Carmen Miranda                | Do filme Uma Noite no Rio (1941).                         |
| "Chica Chica Boom Chic"             | Carmen Miranda                | Do filme Uma Noite no Rio (1941).                         |
| "Camisa Listada"                    | Carmen Miranda                |                                                           |
| "Cantores de Rádio"                 | Aurora Miranda Carmen Miranda | Do filme Alô, Alô, Carnaval (1936).                       |
| "Coração"                           | Synval Silva                  |                                                           |
| "Disseram que Voltei Americanizada" | Erick Barreto                 | como Carmen Miranda                                       |
| "Diz que tem"                       | Carmen Miranda                |                                                           |
| "I Like You Very Much"              | Carmen Miranda Erick Barreto  | Do curta-metragem Sing With The Stars como Carmen Miranda |
| "I Make My Money With Bananas"      | Erick Barreto                 | como Carmen Miranda                                       |
| "K-K-K-Katy"                        | Carmen Miranda                | Do curta-metragem Sing With The Stars                     |
| "O que é que a baiana tem?"         | Carmen Miranda                | Do filme Banana da Terra (1939).                          |
| "O Samba e o Tango"                 | Carmen Miranda                |                                                           |
| "P'rá Você Gostar de Mim" (Taí)     | Carmen Miranda                |                                                           |
| "Primavera no Rio"                  | Carmen Miranda                |                                                           |
| "South American Way"                | Carmen Miranda                | Do filme Serenata Tropical (1940).                        |
| "Street of Dreams"                  | The Ink Spots                 |                                                           |
| "Tico-tico no Fubá"                 | Carmen Miranda                | Do curta-metragem Sing With The Stars                     |
| "The Lady In The Tutti Frutti Hat"  | Carmen Miranda                | Do filme Entre a Loura e a Morena (1943).                 |
| "The Soul Of Carmen Miranda"        | John Cale                     | Durante o inicio dos créditos                             |

### Lançamento
Lançado primeiramente no Brasil em 13 de abril de 1995, o filme encerrou a mostra competitiva do 27º Festival de Brasília do Cinema Brasileiro.
Em julho do mesmo ano, foi lançado comercialmente nos Estados Unidos, onde ganhou o Gold Hugo Award de melhor docudrama no Festival Internacional de Cinema de Chicago, além de ser selecionado entre os 10 melhores filmes de não-ficção por Andrew Sarris.
Em Portugal, o filme foi lançado em 16 de julho de 1995, e no Canadá, em 15 de setembro, durante o Festival Internacional de Cinema de Toronto.

## Repercussão
O docudrama recebeu avaliações positivas da crítica norte-americana, sendo exibido em cinemas de arte nas principais cidades dos Estados Unidos. No Brasil, também foi bem avaliado pela crítica e adquirido para exibição no Canal Brasil e TV Cultura, além de canais a cabo como GNT e Curta!.
Na América Latina, foi transmitido pelo Discovery Channel e Film&Arts. Nos Estados Unidos, o filme foi exibido nacionalmente pela rede PBS, enquanto na França foi transmitido pelo Canal Plus.

### Crítica nos Estados Unidos
No site Rotten Tomatoes, o filme possui um índice de aprovação de 80%, baseado em cinco avaliações críticas.
O Daily News de Nova York destacou que "Carmen Miranda continua a ser uma das imagens mais reconhecíveis da história do cinema, uma explosão de fantasia, energia e erotismo lúdico". O documentário dirigido por Helena Solberg foi descrito como "um estudo complexo, pessoal e comovente de uma grande artista, que se tornou uma vítima do momento cultural que ela encarnou". Stephen Holden, crítico do New York Times, elogiou o documentário como "ricamente contemplativo" e afirmou que Bananas Is My Business retrata Carmen Miranda como "uma figura trágica, presa em sua exótica personalidade de Brazilian bombshell". Ele concluiu que "é triste constatar que Hollywood, depois de coroá-la com bananas, não pôde pensar em mais nada a fazer com ela, exceto transformar essa imagem em uma piada". Amy Taubin, do The Village Voice, descreveu o filme como "fabuloso e deslumbrante".
O Los Angeles Times descreveu o documentário como "perceptivo e pungente". Godfrey Cheshire, da revista Variety, afirmou que Bananas Is My Business "oferece um relato fascinante de uma mega estrela, prisioneira de uma imagem vertiginosa que reflete diversas agendas políticas e culturais entrelaçadas". Juan M. Mendez, do El Daily News, comentou que "Miranda ressurge como a mulher que realmente era; este é seu verdadeiro retorno".
Por outro lado, o USA Today destacou que o "documentário é confuso, mas as raras imagens de arquivo e as entrevistas com amigos, amores e parentes de Miranda a resgatam". Michael Wilmington, do Chicago Tribune, elogiou o filme por apresentar Miranda em "um contexto sério: uma artista amada por seu povo, roubada por Hollywood e que morreu triste aos 46 anos". Ele destacou o significado de Miranda como "artista e instituição brasileira", embora tenha apontado que, apesar das boas entrevistas com figuras como Cesar Romero, Rita Moreno e o produtor/arranjador Aloysio de Oliveira, o filme contém "recriações dramaticamente exageradas" e uma narração "dolorosa e duvidosa". No geral, considerou-o "interessante". Marjorie Baumgarten, do The Austin Chronicle, observou que o documentário "busca revelar a pessoa por trás do ícone estereotipado por Hollywood". Jay Carr, do The Boston Globe, descreveu o filme como "comovente e inesquecível".
A New York Magazine fez uma crítica negativa ao filme, afirmando que "é falho em vários aspectos", destacando as recriações dramáticas de Carmen Miranda e a escolha de Helena Solberg de enquadrar a narrativa como uma busca pessoal para descobrir a verdadeira Carmen. Segundo a revista, "os comentários pessoais de Solberg não acrescentam nada" e o tempo teria sido melhor aproveitado com mais entrevistas, como a de Rita Moreno, que oferece "alguns breves comentários picantes".
 Ken Ringle, do The Washington Post, descreveu o filme como "provocativo, carinhoso e inteligente", chamando-o de "um tesouro de relatos fascinantes". A revista Time Out comentou que "o material mais interessante se refere ao papel de Carmen Miranda como símbolo nacional para os brasileiros e como personificação da política de boa vizinhança de Roosevelt durante a Segunda Guerra Mundial". A crítica destacou que sua "personalidade exuberante" é evidente, uma vez que, em Hollywood, Carmen nunca variou seu estilo, o que, segundo a revista, explica por que ela foi "esmagada sob o peso de todas aquelas bananas".
Tim Purtell, da Entertainment Weekly, afirmou que Bananas Is My Business traça a trajetória da "Brazilian Bombshell", desde sua origem como vendedora de chapéus e estrela sul-americana até sua estereotipação em Hollywood como uma "latin bimbo". Ele elogiou o uso de entrevistas com sua irmã e vários músicos e compositores, misturadas a reconstituições dramáticas, mas destacou que "o show pertence a Carmen (a própria) — em clipes, filmes caseiros e raras imagens de arquivo", mostrando sua "delirante vitalidade inimitável". Jonathan Rosenbaum, do Chicago Reader, observou que o longa-metragem é "altamente pessoal e informativo", tratando de uma mulher que "se tornou uma bomba exagerada". David Hiltbrand, da revista People, escreveu que "este documentário é também um ensaio invulgarmente pessoal sobre o impacto duradouro de Carmen Miranda na cultura pan-americana e na imaginação da cineasta brasileira Helena Solberg". Ele destacou que o filme combina "notícias, entrevistas com pessoas íntimas, cenas vibrantes de filmes de Miranda em Technicolor e sequências de sonhos quiméricos com Carmen sendo imitada por Erik Barreto", criando um retrato de "profundidade e talento".
Barry Walters, em sua crítica para o San Francisco Chronicle, comparou Miranda a "uma Madonna", ressaltando que "ela nunca teve a liberdade de mudar sua imagem com o tempo". Segundo Walters, Solberg captura "a dor de sua fama incapacitante", resultando em um filme "divertido e profundamente comovente", que faz o espectador "nunca mais pensar em Carmen Miranda da mesma forma". Roger Hurlburt, do Sun Sentinel, relembrou que "antes de adotar os turbantes carregados de frutas que se tornaram sua marca registrada, Carmen Miranda era uma cantora de rádio". Ele enfatizou que Miranda enfrentava o desafio de equilibrar duas culturas: no Brasil, a imprensa a acusava de "se vender a Hollywood", enquanto em Hollywood, os chefes de estúdio a restringiam a uma "imagem auto-zombeteira que fez dela uma máquina de fazer dinheiro". Hurlburt concluiu que Bananas Is My Business "analisa com sensibilidade e integridade o mito que era Carmen Miranda".
A revista TV Guide elogiou a diretora Helena Solberg por desenterrar "material fascinante sobre a vida de Carmen Miranda e sua importância na cultura popular brasileira". A crítica destacou que, em vez de uma "bombshell latina pateta", o filme apresenta Miranda como "uma manipuladora extremamente sagaz de sua própria personalidade e carreira".

### Crítica no Brasil
No Brasil, Sônia Nolasco escreveu para O Estado de S. Paulo que "são tantas as surpresas e revelações de Bananas Is My Business que o espectador fica vexado de ignorar a grandeza de nosso maior produto de exportação". Paulo Francis, de O Globo, afirmou que "o filme de Solberg e Meyer é a primeira notícia sobre o cinema brasileiro que me interessa desde Barravento".
Luiz Zanin Oricchio destacou que "mais importante para os brasileiros, é que pela primeira vez o mito de Carmen aparece com toda a integridade, com sua ambivalência, matizes e pontos obscuros. Uma ambiguidade que não vinha só dela, mas principalmente de um país que não sabia se a amava ou a odiava. A história de um mito diz muito sobre o país que o cria. O filme não é um amontoado de fatos e imagens. Tem um eixo, uma direção, uma tese, sem ser frio como teorema".
Nelson Motta, em sua crítica para O Estado de S. Paulo, comentou que "você ri, você chora, você se orgulha e se envergonha de ser brasileiro, e você se apaixona perdidamente por aquela mulher lindíssima, com aqueles olhos enormes e aquela imensa boca cheia de sexo, alegria e música". Inácio Araújo, crítico da Folha de S. Paulo, descreveu Bananas Is My Business como "um belo documentário em que Helena Solberg esboça o perfil e a trajetória que levaria Carmen Miranda à fama internacional e à morte prematura". Ele ponderou que, na parte de reconstituições, "toda tentativa de imitar Carmen resulta inferior a ela (sobretudo na dança)", mas concluiu que "a parte documental compensa esse senão plenamente".
Arnaldo Jabor, também escrevendo para a Folha de S. Paulo, afirmou que "Helena Solberg e David Meyer, num trabalho de pesquisa e lirismo, foram além do mero documentário e redesenharam não só a ascensão e queda de Carmen Miranda, mas também um retrato de nossa fragilidade. É preciso assistir Bananas Is My Business para ver quem nós somos". Diogo Mainardi, da revista Veja, escreveu que "Bananas Is My Business deveria ser adotado como lema nacional, cunhado em todas as moedas. É nossa contribuição para a humanidade: bananas, rebolado, caretas e sorrisos".
Zuenir Ventura, do Jornal do Brasil, considerou o filme "definitivo e extraordinário".